# ادی تریتل
ادی تریتل (هلندی: Eddy Treijtel؛ زادهٔ ۲۸ مهٔ ۱۹۴۶) بازیکن فوتبال اهل هلند بود.
از باشگاه‌هایی که در آن بازی کرده‌است می‌توان به باشگاه فوتبال آزد آلکمار و باشگاه فوتبال فاینورد اشاره کرد.
وی همچنین در تیم ملی فوتبال هلند بازی کرده‌است.